# Шербенешть (Сучава)
Шербенешть, Шербенешті (рум. Șerbănești) — село у повіті Сучава в Румунії. Входить до складу комуни Зворіштя.
Село розташоване на відстані 375 км на північ від Бухареста, 18 км на північ від Сучави, 120 км на північний захід від Ясс.

## Населення
За даними перепису населення 2002 року у селі проживали 1134 особи, усі — румуни. Усі жителі села рідною мовою назвали румунську.